# Ministerie van Defensie (Nederland)
Het Nederlandse ministerie van Defensie (MinDef) is verantwoordelijk voor de bescherming van Nederland en de overzeese gebiedsdelen en voor hiertoe beschikbare personele, financiële en materiële middelen. Het ministerie wordt politiek geleid door de minister van Defensie en de staatssecretaris van Defensie; sinds 2 juli 2024 zijn dit Ruben Brekelmans      (VVD) en Gijs Tuinman (BBB).  Ambtelijk staat het ministerie onder leiding van de secretaris-generaal. Defensie telde in 2023 circa 70.000 medewerkers en is daarmee een van de grotere werkgevers van Nederland. Bij de Bestuursstaf, voornamelijk gevestigd aan het Plein 4 in Den Haag, zijn circa 3.500 burgers en militairen werkzaam.

## Organisatie

### Het departement
Het departement is het feitelijke ministerie. Naast de minister van Defensie en de staatssecretaris, omvat het departement de Bestuursstaf met de Defensiestaf en de verschillende (hoofd)directies. De Bestuursstaf wordt geleid door de secretaris-generaal. Onder de Bestuursstaf ressorteren tevens de bijzondere organisatie-eenheden.
Structuur van de bestuursstaf
- Directoraat-Generaal Beleid
  - Hoofddirectie Personeel
  - Directie Bedrijfsvoering en Evaluatie
  - Directie Internationale Aangelegenheden
  - Directie Materieel, Leefomgeving, Vastgoed en Duurzaamheid
  - Directie Operationeel Beleid en Plannen
  - Directie Strategie en Kennis
  - Directie Veiligheid
  - Chief Information Office
- Defensiestaf
- Hoofddirectie Financiën en Control
- Directie Juridische Zaken
- Directie Communicatie
- Directie Bestuursondersteuning en Advies
- Directie HR en Bedrijfsvoering Bestuursstaf
- Directie Financiën en Control Bestuursstaf

Bijzondere organisatie-eenheden
- de Inspecteur-generaal der Krijgsmacht (IGK)
- de Militaire Inlichtingen- en Veiligheidsdienst (MIVD)
- de Militaire Luchtvaart Autoriteit (MLA)
- het Militaire Huis van de Koning
- Inspectie Veiligheid Defensie
- Inspectie Militaire Gezondheidszorg
- Centrale Organisatie Integriteit Defensie
- Diensten Geestelijke Verzorging

### De krijgsmacht
De Nederlandse krijgsmacht is geen zelfstandige uitvoeringsorganisatie, maar een onderdeel van het ministerie zelf. De krijgsmacht bestaat uit de Koninklijke Marine (KM), de Koninklijke Landmacht (KL), de Koninklijke Luchtmacht (KLu) en de Koninklijke Marechaussee (KMar). De krijgsmacht is tegenwoordig georganiseerd in drie operationele commando's die direct onder de Commandant der Strijdkrachten vallen, en de marechaussee die onder de secretaris-generaal valt:
- Het Commando Landstrijdkrachten (CLAS) bestaat uit de operationele eenheden van de landmacht.
- Het Commando Luchtstrijdkrachten (CLSK) bestaat uit de operationele eenheden van de luchtmacht.
- Het Commando Zeestrijdkrachten (CZSK) bestaat uit de operationele eenheden van de zeemacht.
- Het Defensie Cyber Commando (DCC) is het nieuwste operationele commando ter verdediging, winning van inlichtingen, en aanval op systemen van tegenstanders.[1]
- De Koninklijke Marechaussee (KMar) is de militaire politie.

### Ondersteunende diensten
De ondersteunende uitvoeringsorganisaties van het ministerie zijn ondergebracht in twee defensieonderdelen:
- Het Commando Materieel en IT (Commit)
- Het Defensie Ondersteuningscommando (DOSCO)

## Aansturing

### Politieke leiding
Bij de minister van Defensie (lid van het kabinet) rust alle politieke verantwoordelijkheid. Sinds juli 2024, bij het aantreden van het kabinet-Schoof, is Ruben Brekelmans (VVD) minister van Defensie. Staatssecretaris is Gijs Tuinman (BBB).

### Portefeuilleverdeling bewindspersonen
De minister van Defensie is verantwoordelijk voor:
- Toekomstige samenstelling en toerusting krijgsmacht, inclusief kennis- en innovatiebeleid;
- Nationale en internationale inzet krijgsmacht;
- Internationale zaken, waaronder NAVO- en EU-beleid;
- MIVD, IGK en MLA;
- Kustwacht;
- Cyberdomein.

De staatssecretaris van Defensie is verantwoordelijk voor:
- Personeelsvoorziening, waaronder de personele vulling en gereedheid operationele commando’s;
- Materieelvoorziening, waaronder de materiële uitrusting en gereedheid operationele commando’s;
- Bedrijfsvoering met inbegrip van IT en bedrijfsveiligheid.

### Ambtelijke leiding
De Bestuursstaf en de ondersteunende diensten van het ministerie staan onder de ambtelijke leiding van de secretaris-generaal (SG), de hoogste ambtenaar van het ministerie. De Bestuursstaf is verantwoordelijk voor de ondersteuning van de bewindslieden in de besturing van de defensie-organisatie door het maken van beleid en door controle op de uitvoering en evaluatie hiervan.

### Militaire leiding
De militaire leiding berust bij de Commandant der Strijdkrachten (CDS), de hoogste militair binnen Defensie en de belangrijkste militaire adviseur van de minister en de tussenpersoon tussen de politiek en de krijgsmacht. Hij bepaalt het operationele beleid en is verantwoordelijk voor de militair-strategische en operationele militaire planning, gereedstelling en inzet van de krijgsmacht m.u.v. de Koninklijke Marechaussee. Hij beschikt hiertoe over een eigen staf binnen de Bestuursstaf: de Defensiestaf. Sinds 15 april 2021 vervult generaal Onno Eichelsheim de functie van CDS.

## Geschiedenis
De oorsprong van het departement ligt in 1813 toen de ministeries van Oorlog en van Marine werden ingesteld. Deze vaak concurrerende bureaucratieën werden in 1928 samengevoegd. In de Tweede Wereldoorlog werd het ministerie tijdelijk weer gesplitst. In 1959 werden de ministeries opnieuw samengevoegd en ontstond het huidige ministerie van Defensie. Kees Staf was minister van Oorlog van 15 maart 1951 tot 22 december 1958 maar voerde sinds 1956 de titel minister voor Defensie.
|                                 |                                 |                                 |                                 |                                 |                                 |                                   |                                   |                                         |                                         |                                         |                                         | Ministerie van Koophandel en Koloniën 1806–08 Ministerie van Marine en Koloniën 1808–14 |                                         |                                 |                                 | | | | | | |                                                                                   |                                                                                   |  |  |  |  |  |  |  |  |  |  |  |  |  |  |  |  |  |  |  |  |
|                                 |                                 |                                 |                                 |                                 |                                 |                                   |                                   |                                         |                                         |                                         |                                         |                                                                                         |                                         |                                 |                                 | | | | | | |                                                                                   |                                                                                   |  |  |  |  |  |  |  |  |  |  |  |  |  |  |  |  |  |  |  |  |
|                                 |                                 |                                 |                                 |                                 |                                 |                                   |                                   |                                         |                                         |                                         |                                         |                                                                                         |                                         |                                 |                                 | | | | | | |                                                                                   |                                                                                   |  |  |  |  |  |  |  |  |  |  |  |  |  |  |  |  |  |  |  |  |
| Departement van Oorlog 1813–43  | Departement van Oorlog 1813–43  | Departement van Oorlog 1813–43  | Departement van Oorlog 1813–43  | Departement van Oorlog 1813–43  | Departement van Oorlog 1813–43  |                                   |                                   | Departement van Marine 1813–25; 1829–43 | Departement van Marine 1813–25; 1829–43 | Departement van Marine 1813–25; 1829–43 | Departement van Marine 1813–25; 1829–43 | Departement van Marine 1813–25; 1829–43                                                 | Departement van Marine 1813–25; 1829–43 |                                 |                                 | Ministeries/Departementen van Koophandel / Nationale nijverheid / Onderwijs / Waterstaat en Koloniën 1814–25; 1829–40 | Ministeries/Departementen van Koophandel / Nationale nijverheid / Onderwijs / Waterstaat en Koloniën 1814–25; 1829–40 | Ministeries/Departementen van Koophandel / Nationale nijverheid / Onderwijs / Waterstaat en Koloniën 1814–25; 1829–40 | Ministeries/Departementen van Koophandel / Nationale nijverheid / Onderwijs / Waterstaat en Koloniën 1814–25; 1829–40 | Ministeries/Departementen van Koophandel / Nationale nijverheid / Onderwijs / Waterstaat en Koloniën 1814–25; 1829–40 | Ministeries/Departementen van Koophandel / Nationale nijverheid / Onderwijs / Waterstaat en Koloniën 1814–25; 1829–40 |                                                                                   |                                                                                   |  |  |  |  |  |  |  |  |  |  |  |  |  |  |  |  |  |  |  |  |
| Departement van Oorlog 1813–43  | Departement van Oorlog 1813–43  | Departement van Oorlog 1813–43  | Departement van Oorlog 1813–43  | Departement van Oorlog 1813–43  | Departement van Oorlog 1813–43  |                                   |                                   | Departement van Marine 1813–25; 1829–43 | Departement van Marine 1813–25; 1829–43 | Departement van Marine 1813–25; 1829–43 | Departement van Marine 1813–25; 1829–43 | Departement van Marine 1813–25; 1829–43                                                 | Departement van Marine 1813–25; 1829–43 |                                 |                                 | Ministeries/Departementen van Koophandel / Nationale nijverheid / Onderwijs / Waterstaat en Koloniën 1814–25; 1829–40 | Ministeries/Departementen van Koophandel / Nationale nijverheid / Onderwijs / Waterstaat en Koloniën 1814–25; 1829–40 | Ministeries/Departementen van Koophandel / Nationale nijverheid / Onderwijs / Waterstaat en Koloniën 1814–25; 1829–40 | Ministeries/Departementen van Koophandel / Nationale nijverheid / Onderwijs / Waterstaat en Koloniën 1814–25; 1829–40 | Ministeries/Departementen van Koophandel / Nationale nijverheid / Onderwijs / Waterstaat en Koloniën 1814–25; 1829–40 | Ministeries/Departementen van Koophandel / Nationale nijverheid / Onderwijs / Waterstaat en Koloniën 1814–25; 1829–40 |                                                                                   |                                                                                   |  |  |  |  |  |  |  |  |  |  |  |  |  |  |  |  |  |  |  |  |
|                                 |                                 |                                 |                                 |                                 |                                 |                                   |                                   |                                         |                                         |                                         |                                         |                                                                                         |                                         |                                 |                                 | | | | | | |                                                                                   |                                                                                   |  |  |  |  |  |  |  |  |  |  |  |  |  |  |  |  |  |  |  |  |
|                                 |                                 |                                 |                                 |                                 |                                 |                                   |                                   |                                         |                                         |                                         |                                         | Departement van Marine en Koloniën 1825–29; 1840–43                                     |                                         |                                 |                                 | | | | | | |                                                                                   |                                                                                   |  |  |  |  |  |  |  |  |  |  |  |  |  |  |  |  |  |  |  |  |
|                                 |                                 |                                 |                                 |                                 |                                 |                                   |                                   |                                         |                                         |                                         |                                         |                                                                                         |                                         |                                 |                                 | | | | | | |                                                                                   |                                                                                   |  |  |  |  |  |  |  |  |  |  |  |  |  |  |  |  |  |  |  |  |
|                                 |                                 |                                 |                                 |                                 |                                 |                                   |                                   |                                         |                                         |                                         |                                         |                                                                                         |                                         |                                 |                                 | | | | | | |                                                                                   |                                                                                   |  |  |  |  |  |  |  |  |  |  |  |  |  |  |  |  |  |  |  |  |
| Ministerie van Oorlog 1843–1928 | Ministerie van Oorlog 1843–1928 | Ministerie van Oorlog 1843–1928 | Ministerie van Oorlog 1843–1928 | Ministerie van Oorlog 1843–1928 | Ministerie van Oorlog 1843–1928 |                                   |                                   |                                         |                                         | Ministerie van Marine 1843–1928         | Ministerie van Marine 1843–1928         | Ministerie van Marine 1843–1928                                                         | Ministerie van Marine 1843–1928         | Ministerie van Marine 1843–1928 | Ministerie van Marine 1843–1928 | | | Ministerie van Koloniën 1843–1945                                                                                     | Ministerie van Koloniën 1843–1945                                                                                     | Ministerie van Koloniën 1843–1945                                                                                     | Ministerie van Koloniën 1843–1945                                                                                     | Ministerie van Koloniën 1843–1945                                                 | Ministerie van Koloniën 1843–1945                                                 |  |  |  |  |  |  |  |  |  |  |  |  |  |  |  |  |  |  |  |  |
| Ministerie van Oorlog 1843–1928 | Ministerie van Oorlog 1843–1928 | Ministerie van Oorlog 1843–1928 | Ministerie van Oorlog 1843–1928 | Ministerie van Oorlog 1843–1928 | Ministerie van Oorlog 1843–1928 |                                   |                                   |                                         |                                         | Ministerie van Marine 1843–1928         | Ministerie van Marine 1843–1928         | Ministerie van Marine 1843–1928                                                         | Ministerie van Marine 1843–1928         | Ministerie van Marine 1843–1928 | Ministerie van Marine 1843–1928 | | | Ministerie van Koloniën 1843–1945                                                                                     | Ministerie van Koloniën 1843–1945                                                                                     | Ministerie van Koloniën 1843–1945                                                                                     | Ministerie van Koloniën 1843–1945                                                                                     | Ministerie van Koloniën 1843–1945                                                 | Ministerie van Koloniën 1843–1945                                                 |  |  |  |  |  |  |  |  |  |  |  |  |  |  |  |  |  |  |  |  |
|                                 |                                 |                                 |                                 |                                 |                                 |                                   |                                   |                                         |                                         |                                         |                                         |                                                                                         |                                         |                                 |                                 | | | | | | |                                                                                   |                                                                                   |  |  |  |  |  |  |  |  |  |  |  |  |  |  |  |  |  |  |  |  |
|                                 |                                 |                                 |                                 |                                 |                                 | Ministerie van Defensie 1928–1941 | Ministerie van Defensie 1928–1941 | Ministerie van Defensie 1928–1941       | Ministerie van Defensie 1928–1941       | Ministerie van Defensie 1928–1941       | Ministerie van Defensie 1928–1941       |                                                                                         |                                         |                                 |                                 | | | Ministerie van Overzeese Gebiedsdelen/Rijksdelen 1945–59                                                              | Ministerie van Overzeese Gebiedsdelen/Rijksdelen 1945–59                                                              | Ministerie van Overzeese Gebiedsdelen/Rijksdelen 1945–59                                                              | Ministerie van Overzeese Gebiedsdelen/Rijksdelen 1945–59                                                              | Ministerie van Overzeese Gebiedsdelen/Rijksdelen 1945–59                          | Ministerie van Overzeese Gebiedsdelen/Rijksdelen 1945–59                          |  |  |  |  |  |  |  |  |  |  |  |  |  |  |  |  |  |  |  |  |
|                                 |                                 |                                 |                                 |                                 |                                 | Ministerie van Defensie 1928–1941 | Ministerie van Defensie 1928–1941 | Ministerie van Defensie 1928–1941       | Ministerie van Defensie 1928–1941       | Ministerie van Defensie 1928–1941       | Ministerie van Defensie 1928–1941       |                                                                                         |                                         |                                 |                                 | | | Ministerie van Overzeese Gebiedsdelen/Rijksdelen 1945–59                                                              | Ministerie van Overzeese Gebiedsdelen/Rijksdelen 1945–59                                                              | Ministerie van Overzeese Gebiedsdelen/Rijksdelen 1945–59                                                              | Ministerie van Overzeese Gebiedsdelen/Rijksdelen 1945–59                                                              | Ministerie van Overzeese Gebiedsdelen/Rijksdelen 1945–59                          | Ministerie van Overzeese Gebiedsdelen/Rijksdelen 1945–59                          |  |  |  |  |  |  |  |  |  |  |  |  |  |  |  |  |  |  |  |  |
|                                 |                                 |                                 |                                 |                                 |                                 |                                   |                                   |                                         |                                         |                                         |                                         |                                                                                         |                                         |                                 |                                 | | | | | | |                                                                                   |                                                                                   |  |  |  |  |  |  |  |  |  |  |  |  |  |  |  |  |  |  |  |  |
| Ministerie van Oorlog 1941–59   | Ministerie van Oorlog 1941–59   | Ministerie van Oorlog 1941–59   | Ministerie van Oorlog 1941–59   | Ministerie van Oorlog 1941–59   | Ministerie van Oorlog 1941–59   |                                   |                                   |                                         |                                         | Ministerie van Marine 1941–59           | Ministerie van Marine 1941–59           | Ministerie van Marine 1941–59                                                           | Ministerie van Marine 1941–59           | Ministerie van Marine 1941–59   | Ministerie van Marine 1941–59   | | | Kabinet voor (Surinaamse en) Nederlands-Antilliaanse (en Arubaanse) Zaken 1959–98                                     | Kabinet voor (Surinaamse en) Nederlands-Antilliaanse (en Arubaanse) Zaken 1959–98                                     | Kabinet voor (Surinaamse en) Nederlands-Antilliaanse (en Arubaanse) Zaken 1959–98                                     | Kabinet voor (Surinaamse en) Nederlands-Antilliaanse (en Arubaanse) Zaken 1959–98                                     | Kabinet voor (Surinaamse en) Nederlands-Antilliaanse (en Arubaanse) Zaken 1959–98 | Kabinet voor (Surinaamse en) Nederlands-Antilliaanse (en Arubaanse) Zaken 1959–98 |  |  |  |  |  |  |  |  |  |  |  |  |  |  |  |  |  |  |  |  |
| Ministerie van Oorlog 1941–59   | Ministerie van Oorlog 1941–59   | Ministerie van Oorlog 1941–59   | Ministerie van Oorlog 1941–59   | Ministerie van Oorlog 1941–59   | Ministerie van Oorlog 1941–59   |                                   |                                   |                                         |                                         | Ministerie van Marine 1941–59           | Ministerie van Marine 1941–59           | Ministerie van Marine 1941–59                                                           | Ministerie van Marine 1941–59           | Ministerie van Marine 1941–59   | Ministerie van Marine 1941–59   | | | Kabinet voor (Surinaamse en) Nederlands-Antilliaanse (en Arubaanse) Zaken 1959–98                                     | Kabinet voor (Surinaamse en) Nederlands-Antilliaanse (en Arubaanse) Zaken 1959–98                                     | Kabinet voor (Surinaamse en) Nederlands-Antilliaanse (en Arubaanse) Zaken 1959–98                                     | Kabinet voor (Surinaamse en) Nederlands-Antilliaanse (en Arubaanse) Zaken 1959–98                                     | Kabinet voor (Surinaamse en) Nederlands-Antilliaanse (en Arubaanse) Zaken 1959–98 | Kabinet voor (Surinaamse en) Nederlands-Antilliaanse (en Arubaanse) Zaken 1959–98 |  |  |  |  |  |  |  |  |  |  |  |  |  |  |  |  |  |  |  |  |
|                                 |                                 |                                 |                                 |                                 |                                 |                                   |                                   |                                         |                                         |                                         |                                         |                                                                                         |                                         |                                 |                                 | | | | | | |                                                                                   |                                                                                   |  |  |  |  |  |  |  |  |  |  |  |  |  |  |  |  |  |  |  |  |
|                                 |                                 |                                 |                                 |                                 |                                 | Ministerie van Defensie 1959–     | Ministerie van Defensie 1959–     | Ministerie van Defensie 1959–           | Ministerie van Defensie 1959–           | Ministerie van Defensie 1959–           | Ministerie van Defensie 1959–           |                                                                                         |                                         |                                 |                                 | | | Ministerie van Binnenlandse Zaken en Koninkrijksrelaties 1998–                                                        | Ministerie van Binnenlandse Zaken en Koninkrijksrelaties 1998–                                                        | Ministerie van Binnenlandse Zaken en Koninkrijksrelaties 1998–                                                        | Ministerie van Binnenlandse Zaken en Koninkrijksrelaties 1998–                                                        | Ministerie van Binnenlandse Zaken en Koninkrijksrelaties 1998–                    | Ministerie van Binnenlandse Zaken en Koninkrijksrelaties 1998–                    |  |  |  |  |  |  |  |  |  |  |  |  |  |  |  |  |  |  |  |  |